# Avelino Coelho da Silva

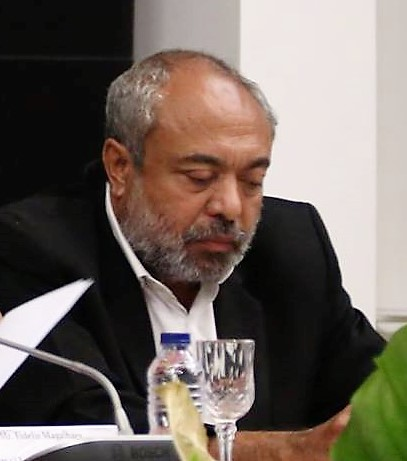
Avelino Coelho da Silva (2019)

Avelino Maria Coelho da Silva (n. Laclubar/Manatuto, 1963) foi um dos candidatos às Eleições Presidenciais em Timor-Leste em Abril de 2007.
Envolveu-se na resistência clandestina enquanto estudava em Jacarta Relações Internacionais e Direito. Líder do PST (Partido Socialista Timorense, que tem um deputado). Descende de um minhoto, exilado em Timor nos primeiros anos do regime de Salazar, e que ali morreu durante a ocupação japonesa do território, entre 1942 e 1945.